# Luciano Jachfe
Luciano Ariel Jachfe (Villa Luzuriaga, Provincia de Buenos Aires, Argentina 18 de julio de 2001) es un futbolista argentino. Se desempeña como arquero en el Club Atlético Mitre de la Primera B Nacional.

## Trayectoria

### Ferro
Debuta el 11 de octubre del 2022 gracias a la suspensión de Marcelo Miño, juega contra el Club Almagro terminando con la valla invicta. En la siguiente temporada comenzaba como el suplente de Marcelo Miño, pero ante la expulsión en la octava fecha y el nivel irregular de este al principio del campeonato el técnico Juan Manuel Sara lo termina confirmando como titular, con rendimientos muy positivos por parte de Luciano. Para el final del campeonato comenzó a bajar su nivel lo que generó que el último partido que jugara fuera en la fecha 30 contra Tristán Suárez. En total disputaría v23 partidos en los que le convertirían 24 goles.

## Estadísticas
Actualizado al 28 de octubre de 2024

| Ferro Argentina | 2.ª           | 2021          | 0  | 0   | 0 | 0  | —  | — | 0  | 0   |
| Ferro Argentina | 2.ª           | 2022          | 1  | 0   | 0 | 0  | —  | — | 1  | 0   |
| Ferro Argentina | 2.ª           | 2023          | 23 | -24 | — | —  | —  | — | 23 | -24 |
| Ferro Argentina | Total         | Total         | 24 | -24 | 0 | 0  | 0  | 0 | 24 | -24 |
| Mitre Argentina | 2.ª           | 2024          | 21 | -11 | 2 | -1 | —  | — | 23 | -12 |
| Mitre Argentina | Total         | Total         | 21 | -11 | 2 | -1 | !0 | 0 | 23 | -12 |
| Total Carrera | Total Carrera | Total Carrera | 45 | -35 | 2 | -1 | 0  | 0 | 47 | -36 |
| (1) La copa nacional se refiere a la Copa Argentina. (2) La copa internacional se refiere a la Copa Sudamericana y Copa Libertadores. (3) Promedio de goles recibidos por partidos no incluye goles recibidos en partidos amistosos. |               |               |    |     |   |    |    |   |    |     |

Fuentes: Transfermarkt - BDFA